# Bradley Grobler
Bradley Grobler, né le 25 janvier 1988 à Johannesburg en Afrique du Sud, est un footballeur international sud-africain, jouant au poste de attaquant à Supersport United.

## Biographie

### Carrière en club

#### Platinum Stars
Il commence sa carrière professionnelle en 2007. Il fait ses débuts en entrant en jeu contre Bloemfontein Celtic (défaite 2-1), le 26 août 2007. Il prend part à 8 rencontres lors de sa première saison. Il inscrit son premier but le 20 décembre 2008, lors d'un match nul 2-2 face à Kaizer Chiefs. Il accumule du temps de jeu et devient peu à peu titulaire. Sa dernière saison au club, la saison 2010-2011, est la meilleure puisqu'il inscrit 13 buts en 25 rencontres. 

#### Göztepe SK
Ses bonnes performances lui ouvrent les portes de l'Europe et du Göztepe SK. Le club évolue alors en TFF First League et il devient la recrue la plus chère de l'histoire du club. Il fait ses débuts le 9 septembre 2010, contre Denizlispor (défaite 2-1) et marque son premier but 2 matchs plus tard contre Çaykur Rizespor (victoire 3-2). Malgré une saison satisfaisante sur le plan personnel, il quitte le club qui se maintient de justesse.

#### Ajax Cape Town
Il rejoint l'Ajax Cape Town en juin 2012. Il joue son premier match le 22 août 2012, contre Moroka Swallows (défaite 3-1). Lors du match suivant, il inscrit un doublé face à son ancien club, Platinum Stars (victoire 4-1). Il est considéré comme un joueur important de l'effectif mais il est prêté à Supersport United à la mi-saison.

#### Supersport United
Il débarque donc en prêt en janvier 2013. Il débute le 13 février 2013 contre Orlando Pirates (défaite 1-0) et marque son premier but le 30 mars face à Black Leopards (victoire 3-2).
Le 27 mai 2013, il devient définitivement un joueur de Supersport United puisque le club lève son option d'achat. En 2014, il remporte le Telkom Knockout face à son club formateur. Il réalise une très bonne saison 2015-2016 et remporte la Coupe d'Afrique du Sud. Il soulève à nouveau le trophée la saison suivante en inscrivant un doublé en finale après avoir été écarté des terrains pendant près de six mois à cause d'une blessure à l'aine. Malgré une victoire en MTN 8, sa saison 2017-2018 est également compliquée par une blessure au genou. Il remporte le MTN 8 une seconde fois en 2019.

### Carrière en sélection
Bradley Grobler marque dès sa première sélection en équipe d'Afrique du Sud le 15 novembre 2011, en amical contre le Zimbabwe (défaite 2-1).

#### Buts en sélection
| N° | Date             | Lieu                                                 | Adversaire | Score | Résultat | Compétition |
| -- | ---------------- | ---------------------------------------------------- | ---------- | ----- | -------- | ----------- |
| 1. | 15 novembre 2011 | National Sport Stadium of Zimbabwe, Harare, Zimbabwe | Zimbabwe   | 1–0   | 1–2      | Amical      |
| 2. | 15 novembre 2016 | Estádio Nacional do Zimpeto, Maputo, Mozambique      | Mozambique | 1–1   | 1–1      | Amical      |

## Palmarès
Supersport United
| - Coupe d'Afrique du Sud (2) : - Vainqueur : 2015-16 et 2016-17. - Finaliste : 2012-13. - Telkom Knockout (1) : - Vainqueur : 2014. - Finaliste : 2016. |  | - MTN 8 (2) : - Vainqueur : 2017 et 2019. - Finaliste : 2018. |